# Joachim Petsch
Joachim Petsch, född 14 februari 1891 i Berlin, död 1963, var en tysk SS-Standartenführer och överste i Ordnungspolizei. Under andra världskriget var han 1940–1942 kommendör för Ordnungspolizei i distriktet Warschau i Generalguvernementet.